# Федеральное агентство новостей
Федеральное агентство новостей  (РИА ФАН, Федеральное агентство новостей № 1) — российское интернет-издание, учреждённое в мае 2014 года в Санкт-Петербурге и ориентированное на освещение федеральных новостей. 
С 2015 года ряд российских и иностранных изданий называли ФАН самым крупным изданием в «фабрике медиа» и связывали с предпринимателем Евгением Пригожиным и Агентством интернет-исследований («фабрикой троллей»). 
В октябре 2019 года была публично создана объединённая медиагруппа «Патриот» во главе с Пригожиным. 
Вскоре после своего мятежа, 30 июня 2023 года Пригожин распустил свой медиа-холдинг «Патриот», в который входит РИА ФАН.

## История
Сайт Федерального агентства новостей (ФАН) был зарегистрирован в мае 2014 года. Полноценно редакция заработала через месяц после регистрации. Свидетельство о регистрации СМИ издание получило к концу 2014 года. Генеральным директором издания был назначен Евгений Зубарев, работавший до этого в агентстве «Росбалт». Главным редактором стал бывший топ-менеджер регионального отделения «РИА Новости» Владислав Краев, которого позднее сменил на этой должности Евгений Дабижа.
Учредителем Федерального агентства новостей стало одноимённое юридическое лицо, редакция газеты расположилась по адресу г. Санкт-Петербург, улица Савушкина, дом 55. Там же действовало Агентство интернет-исследований («фабрика троллей»), которое ряд СМИ связывает с деятельностью бизнесмена Евгения Пригожина. Согласно утверждениям ряда российских и иностранных изданий, параллельно Пригожин финансировал ФАН, входящий в «фабрику медиа». По данным изданий, о взаимодействии двух структур свидетельствовал общий фактический адрес и то, что в своих сообщениях «тролли» регулярно ссылались на материалы ФАН, а также наличие связи между аккаунтами и сайтами этих организаций, обнаруженной при помощи Facebook и Google Analytics. Евгений Зубарев в ответ на публикации заявил, что газета стала жертвой чёрного пиара и не связана с Пригожиным.
С 2015 года редакция газеты занимает офис в СПб, на Белоостровской улице, дом 8. При этом по состоянию на март 2017 на портале указан другой номинальный адрес: Красногвардейский переулок, дом 23. В одном здании с ФАН расположены и другие СМИ, которые относят к «медиафабрике» Евгения Пригожина. 
В ночь с 8 на 9 октября 2018 года офис РИА ФАН подожгли злоумышленники, но возгорание удалось быстро потушить.
В апреле 2020 года Минкомсвязи внесло РИА ФАН в список социально значимых сайтов с бесплатным доступом.
В ходе мятежа Евгения Пригожина в июне 2023 года Роскомнадзор заблокировал доступ к интернет-ресурсам медиагруппы «Патриот», а также к пабликам ЧВК «Вагнер». РИА ФАН почти за месяц до этого зарегистрировало «зеркальные» версии сайта, а в день мятежа в Ростове будто случайно оказалась журналистка издания Алина Липп.
Вечером 30 июня 2023 года Е. Пригожин объявил о роспуске медиахолдинга «Патриот», до этого момента бывшего во владении Пригожина; в этот холдинг входит и Федеральное агентство новостей. Представители ФАН пока не комментировали эту информацию. 23 августа 2023 года, после неудачного мятежа, самолёт Пригожина разбился при невыясненных обстоятельствах.

## Владельцы и структура
Согласно расследованию РБК, в «фабрику медиа» входит минимум 16 изданий, девять из которых официально зарегистрированы Роскомнадзором как СМИ. Самым крупным проектом является «Федеральное агентство новостей», с ним тесно связаны:
- «Экономика сегодня» (rueconomics.ru)
- «Народные Новости» (nation-news.ru)
- «Политика Сегодня» (polit.info)
- «КиевСМИ» (kievsmi.net)
- «Нью Информ» (newinform.com)
- «ПолитЭксперт» (politexpert.net)
- «Невские новости» (nevnov.ru)
- «Новостное Агентство Харькова» (nahnews.org)
- «Инфореактор» (inforeactor.ru)
- «Журналистская Правда» (jpgazeta.ru)
- «ПолитРоссия» (politros.com)
- «Слово и Дело» (slovodel.com)
- «ПолитПазл» (politpuzzle.ru)
- «Кто есть Кто» (whoswhos.org)

У холдинга нет единого юридического лица, хотя часть информационных агентств относят к общим учредителям. Для «Инфореактора», «ПолитЭксперта», «Ньюинформа» им стало издательство «Новинфо», принадлежащее бизнесмену Юрию Краснову (с 15 января 2018 года — компании «Ниолапресс»). ООО «Федеральное агентство новостей», принадлежащее с 2018 года акционерному обществу «Аспект», владеет порталами «Политика сегодня», «Свободное время», «Журналистская правда», «Экономика сегодня», «Федеральное агентство происшествий». До 15 января 2018 года к издательству относилось также РИА ФАН, позднее его учредителем числилось информационное агентство «Информбюро». Основатель платформы «ПолитПазл» Владимир Мезенцев называл газету «Слово и Дело» собственным проектом.
С 2015 года РИА ФАН, «Политика сегодня», «Экономика сегодня» и «Народные новости» располагаются по одному адресу. В 2016 году их общим руководителем де-факто стал Алексей Никифоров, управлявший до этого фирмой по производству металлоконструкций «Спецстройпроект». Другая часть холдинга, расположенная на улице Савушкина, находилась под контролем Олега Васильева, предположительно, бывшего сотрудника «фабрики троллей». Одним из руководителей холдинга называют также бизнесмена Михаила Бурчика. Источники финансирования организации неизвестны, вероятно, — инвестиции бизнес-структуры Евгения Пригожина. Хотя официально предприниматель не подтверждал свою причастность. По разным оценкам, содержание медиа ежемесячно обходится в 15—22 миллионов рублей.
Первого октября 2019 года Федеральное агентство новостей совместно с изданиями «Политика сегодня», «Экономика сегодня» и Nation News заявило о создании объединённой медиагруппы «Патриот». Совокупная месячная аудитория порталов превышает 26 миллионов человек. Целью сотрудничества станет формирование «благоприятного информационного пространства» и освещение событий в стране. Попечительский совет нового холдинга возглавит Евгений Пригожин, а офис компании займёт часть жилого комплекса «Лахта плаза», застройщиком которого является принадлежащая предпринимателю корпорация Конкорд менеджмент и консалтинг.

## Статистика
Согласно информационному ресурсу Liveinternet, в 2017-м общая аудитория «фабрики медиа» превышала 36 миллионов человек, из них 11 миллионов — читатели ФАН. Это делало агентство одним из лидеров по объёмам трафика в Санкт-Петербурге. Около 4 % из всех посетителей сайта обеспечивали поисковые запросы о ситуации в Сирии и на Донбассе, 27 % — прямые переходы. Но бо́льшую часть трафика предоставляло партнёрство с федеральными изданиями и ведущими тизерными сетями, контролировавшими рекламу материалов ФАН в других СМИ. Благодаря этому в 2016-м информационное агентство заняло седьмое место в рейтинге цитируемости «Медиалогии». В этот период ежемесячно на сайте публиковалось около четырёх тысяч новостей.
По данным СПАРК-Интерфакс, выручка Федерального агентства новостей в 2015 году составила 7,4 миллиона рублей.

## Редакционная политика и проекты
Бывший работник «фабрики» и организатор провокаций Андрей Михайлов указывал, что тематика изданий подбиралась хаотично. Геополитические конфликты и внешнюю политику России освещают: «Политика сегодня», «ПолитЭксперт», «Слово и дело», «Политпазл», «Журналистская правда»; «Новостное агентство Харькова», «КиевСМИ» посвящены событиям на Украине; газета «Экономика сегодня» обозревает новости бизнеса. СМИ из группы медиа неоднократно обвиняли в распространении ложной информации. К примеру, в 2016 году «Народные новости» опубликовали спродюсированный ролик, в котором переодетый в американскую военную форму мужчина расстреливает Коран.
«Федеральное агентство новостей» ориентировано на общегосударственную повестку и публикует материалы, поддерживающие внешнюю политику России. Журналисты газеты сообщали о своей прокремлёвской пиар-деятельности. Так, вероятно, скрытая агитация за политика Геннадия Онищенко способствовала его избранию в Государственную думу в 2016 году.
С 2015 года репортёры ФАН полномасштабно освещают боевые действия в Сирии. Для этого они получили аккредитацию через местные Министерство информации и Министерство обороны, редко контактируя с командованием Вооружённых сил России. Это позволяет обозревателям опережать коллег из других СМИ. К примеру, в марте 2017 года журналисты вошли в повторно освобождённую Пальмиру вместе с сирийскими военными. Предположительно успех сирийской кампании издания обусловлен также связями газеты с ЧВК Вагнера. Хотя корреспондент ФАН Кирилл Романовский отрицал контакты с этим формированием, по данным РБК, помощь могли оказывать другие российские ЧВК. 
В 2018 году, через месяц после гибели трёх российских журналистов в Центральноафриканской республике, совместная группа журналистов ФАН и Фонтанки.ру отправилась в ЦАР и повторила маршрут убитых. Официальной целью поездки заявлено желание «разобраться в экономической, социальной и политической обстановке в стране».
С апреля 2018 года запущен дочерний проект USA Really, публикующий контент, направленный на освещение политических, культурных и расовых противоречий в Соединённых Штатах. Вскоре после создания портала Министерство финансов США внесло его в санкционный список.
В мае 2019 года «Федеральное агентство новостей» опубликовало классификатор ста российских СМИ по категориям: иностранные, антироссийские, общественно-политические, государственные и патриотические. Заявленной целью журналистов было создание единой базы, позволяющей читателю выявить надёжные источники информации в условиях «полного бездействия Роскомнадзора». Позднее агентство обвинили в предвзятости и неправильной систематизации.

## Конфликты и критика
Журналисты сайта неоднократно становились участниками профессиональных конфликтов. В марте 2013 года работники ФАН препятствовали корреспондентам региональных СМИ попасть на заседание суда, рассматривавшего иск Пригожина к «Яндексу» с требованием удалить из поисковой выдачи информацию о его бизнесе. После публикации «Фонтанкой.ру» расследования о частном военном формировании Вагнера «фабрика троллей» начала травлю журналиста Дениса Короткова, оскорбительные материалы появились в частности на сайте ФАН. Во время задержания журналиста Ивана Голунова соруководитель РБК Елизавета Голикова обвинила ФАН в распространении недостоверной информации и искажении её комментариев. Кроме того, журналисты, расследовавшие деятельность ФАН, подвергались нападкам со стороны «фабрики троллей». Само информационное агентство обвинялось в клевете на оппозиционных политиков, выгодной действующей власти.
В 2015 году внештатный сотрудник «Невских новостей» Андрей Захарчук был арестован сотрудниками Службы безопасности Украины по обвинению в государственной измене из-за нахождения на территории стратегического военного завода в Николаеве с фотоаппаратом. Корреспондент также был обвинён в разжигании сепаратистских настроений и дестабилизации ситуации на Украине. По словам украинской стороны, Захарчук освещал события «с перекручиванием фактов». Позже Захарчук был отпущен в ходе обмена военнопленными на территории ЛНР.
В октябре 2017 года после публикации расследования РБК о связи «фабрики медиа» со структурами Пригожина новостной агрегатор Google News прекратил трансляцию материалов ФАН и удалил уже опубликованные. Для разрешения конфликта руководство газеты обратилось в Роскомнадзор, и через восемь дней аккаунт информационного ресурса был восстановлен. В апреле 2018 года Facebook заблокировал 270 аккаунтов и страниц, связанных с «фабрикой троллей» и ФАН. В ответ издание подало в суд на социальную сеть за нарушение закона о свободе слова и дискриминацию газеты «по национальному происхождению», но иск был отклонён. Также сообщалось о блокировке аккаунта ФАН на YouTube.
В октябре 2018 года Минюст США обвинил главного бухгалтера газеты Елену Хусяйнову в организации и финансировании сговора с целью вмешательства в выборы США 2016 года. По материалам дела, ООО «Федеральное агентство новостей» участвовало в проекте «Лахта» по дезинформации американских граждан. В декабре Министерство финансов США внесло ФАН в санкционный список Specially Designated Nationals List, после чего Евгений Пригожин заявил о намерении поддержать издание, хотя подчёркивал свою непричастность.
Журналист РИА ФАН Кирилл Романовский, находясь в Сирии в 2018 году, получал от ЧВК Вагнера заказы на съемку сфабрикованных «записок террористов» и «интервью» с поддельным террористом.

В августе 2019 года РИА ФАН и три связанных с ним издания были внесены в спам-лист русской Википедии как источники политической дезинформации. Так, материалы газеты использовала группа из 12 редакторов Википедии для обоснования правок, направленных на дискредитацию оппозиции и восхваление властей. В ответ издание выпустило комментарий руководителя проекта ФАН Евгения Зубарева, что «„Википедия“ признала очевидный и ранее факт, что она является инструментом пропаганды со стороны США», а также новость с комментариями депутата Госдумы Михаила Емельянова, в которой он заявил, что подобное решение является «актом политической цензуры со стороны Запада».
В декабре 2019 года «Новая газета» опубликовала документы, из которых следует, что была организована провокация, направленная на то, чтобы с помощью ФАН обвинить оппозиционных кандидатов на выборах в Московскую городскую думу в фальсификациях подписей за них.
В январе 2021 года «Радио Свобода» опубликовала интервью с работником отдела ФАН, действующего как «фабрика троллей» (его фамилия не приводится). В частности он рассказал, что для комментариев в социальных сетях используются аккаунты умерших людей, работники также используют чужие фотографии в своих аккаунтах. По его словам, на «фабрике троллей» работают не меньше ста пятидесяти человек в дневную смену только в одном здании. Один из отделов специализируется на мемах, в которых лица журналистов или оппозиционных политиков накладываются на кадры из порнофильмов.

## Санкции
26 февраля 2023 года, на фоне вторжения России на Украину, РИА ФАН включён в санкционный список Украины
13 апреля 2023 года Евросоюз ввёл санкции в отношении РИА ФАН:.

РИА ФАН входит в состав медиагруппы «Патриот», российской медиаорганизации Евгения Пригожина. РИА ФАН занимается провластной пропагандой и дезинформацией о российской агрессивной войны России против Украины. РИА ФАН называет ведущуюся войну агрессию против Украины как миссию по борьбе с «украинскими нацистами» и пропагандирует действия, проводимые группой Вагнера. Таким образом, РИА ФАН материально поддерживает действия и политику, которые подрывают и угрожают территориальной целостности, суверенитету и независимости Украины.
— «Официальный журнал Европейского союза», Брюссель, 13 апреля 2023 года

## Суды
В марте 2020 года Окружной суд Амстердама признал некорректными, незаконными и ложными пять публикаций РИА ФАН от июля и августа 2020 года, в которых утверждалось, что исследователь Bellingcat Питер ван Гюйс и другие журналисты проекта якобы угрожали сотрудникам РИА ФАН, а также предлагали им взятку. Суд обязал РИА ФАН удалить статьи, опубликовать в течение шести месяцев опровержение и оплатить Bellingcat судебные издержки, за каждый день неисполнения решения будет наложен штраф в 25 000 евро до максимальной суммы в 500 000 евро. Представители РИА ФАН на вынесение судебного решения не явились.
В ноябре 2020 года Приморский районный суд Санкт-Петербурга по иску политика Ильи Яшина потребовал от РИА ФАН удалить статью «„Народный депутат“ Яшин наварился на „празднике“ для москвичей», напечатать опровержение и выплатить Яшину 100 000 рублей в компенсацию.